# Il mostro di Venezia
Il mostro di Venezia è un film del 1965 diretto da Dino Tavella.

## Trama
In seguito alla scomparsa di diverse diciassettenni, il giovane giornalista veneziano Andrea Rubis espone una propria teoria alla polizia e al direttore del giornale per cui lavora. La polizia lo diffida dall'indagare privatamente, mentre il suo capo si rifiuta di pubblicare sul quotidiano le sue idee. Insieme all'amico maresciallo Scirra, Andrea decide ugualmente d'indagare sul mistero.